# Cipywki
Cipywki (ukr. Ціпівки) – wieś na Ukrainie, w rejonie jaworowskim obwodu lwowskiego.